# Archdeacon Newton
Archdeacon Newton – osada w Anglii, w hrabstwie ceremonialnym Durham, w dystrykcie (unitary authority) Darlington. Leży 25 km na południe od miasta Durham i 353 km na północ od Londynu.